# Verkehrselement
Als Verkehrselement (auch Verkehrseinheit oder Verkehrsobjekt) werden im Transportwesen und in der Verkehrswissenschaft Personen, Sachen oder Nachrichten bezeichnet, an denen Verkehrsleistungen oder Telekommunikationsdienste erbracht werden.

## Allgemeines
Zweck des Personen- oder Güterverkehrs ist der Transport von Personen (Personentransport), Frachtgütern (Gütertransport, Energietransport, Nachrichtenübertragung) oder Tieren (Tiertransport) zwischen mindestens zwei Orten durch Ortsveränderung. Die Verkehrsleistung ist in diesem Zusammenhang das Ergebnis einer auftragsgemäß vollzogenen Veränderung räumlicher oder zeitlicher Eigenschaften von Personen, Tieren oder Sachen als Verkehrsobjekte durch Transport-, Umschlags- und Lagerungsprozesse (TUL-Prozesse).

## Organisatorische Aspekte
Das Verkehrsobjekt ist das Arbeitsobjekt im Transportwesen. Es bildet den passiven Teil des Transportsystems. Die Verkehrsobjekte werden mit Hilfe von Transport- oder Verkehrsmitteln, dem aktiven Teil des Transportsystems, befördert. Das Verkehrsobjekt kann auch aktiver Teil sein (wie der Fahrer eines Pkw). Auch Fußgänger sind Verkehrsobjekte, selbst wenn sie nicht durch Transport- oder Verkehrsmittel befördert werden.
Transport- oder Verkehrsmittel werden an die zu transportierenden Verkehrsobjekte individuell angepasst, weil sich Verkehrsobjekte durch ein spezifisches Mobilitätsbedürfnis in Raum und Zeit auszeichnen. So werden Güterzüge ausschließlich für Güter, Personenzüge ausschließlich für Personen eingesetzt. Personen nehmen als Verkehrsobjekte am Fahrtzweck des Ausbildungsverkehrs (Schulfahrt, Schülerverkehr), Berufsverkehrs, Geschäfts- und Dienstreiseverkehrs, Einkaufsverkehrs, Freizeitverkehrs und Urlaubsverkehrs teil.
Für den Transport von Verkehrsobjekten sind nicht alle Verkehrsträger gleichermaßen geeignet.
| Verkehrsträger        | Verkehrsobjekte              |
| --------------------- | ---------------------------- |
| Straßenverkehr        | Personen, Güter, Nachrichten |
| Schienenverkehr       | Personen, Güter, Nachrichten |
| Binnenschifffahrt     | Personen, Güter, Nachrichten |
| Seeschifffahrt        | Personen, Güter, Nachrichten |
| Flugverkehr           | Personen, Güter, Nachrichten |
| Rohrleitungstransport | Güter                        |
| Rohrpost              | Nachrichten                  |
| Kabelverkehr          | Nachrichten                  |
| Funkverkehr           | Nachrichten                  |

Im Personentransport können nicht alle Personen gleichbehandelt werden, so dass für Kleinkinder, Kinder (Kinderwagen), Behinderte (Behindertentransportkraftwagen), Kranke (Krankentransportwagen) und Senioren individuelle Transportmittel eingesetzt werden müssen.
Verkehrselemente sind Gegenstand eines Verkehrsstromes. Verkehrsobjektsicherheit ist die auf Verkehrsobjekte bezogene Verkehrssicherheit. Sie besteht sowohl darin, dass von Verkehrsobjekten keine Gefährdungen auf die Umwelt ausgehen dürfen, als auch in der Sicherheit der Transport- oder Verkehrsmittel für die transportierten Verkehrsobjekte.  

## Wirtschaftliche Aspekte
Aus Sicht der Produktionstheorie sind Verkehrsobjekte Werkstoffe, die zur Veränderung ihrer ökonomisch wesentlichen Eigenschaften, nämlich zu bestimmten Zeiten an bestimmten Orten zu sein, vorübergehend Verkehrsunternehmen zur Verfügung gestellt werden. Da das Verkehrsunternehmen am Verkehrsobjekt kein Eigentum erwirbt, kann die Verfügungsmacht nur durch absatzwirtschaftliche Maßnahmen erlangt werden. Verkehrsobjekte sind auch deshalb ein so genannter externer Produktionsfaktor.

## Verkehrsstatistik
Die Verkehrselemente können technische Einheiten wie Fahrzeuge, Flugzeuge oder Schiffe sein, aber auch Personen oder Gütermengen. Hierbei werden zusammenhängende Einheiten wie ein Zug aus Lokomotive und Eisenbahnwagen oder ein Schubverband aus Schubboot und Schubleichtern als einheitliches Verkehrselement betrachtet, wenn sie während des Ortsveränderungsprozesses verbunden sind. Die Summe aus mehreren  Verkehrselementen wird als Verkehrsmenge bezeichnet. In der Verkehrsstatistik ist die Verkehrsmenge die Gesamtheit aller Transport- oder Verkehrsmittel innerhalb eines Zeitraumes, die Verkehrsobjekte transportieren (etwa Anzahl Kraftfahrzeuge pro Stunde). 